# Fine Feathers (film 1921)
Fine Feathers è un film muto del 1921 diretto da Fred Sittenham e interpretato da Eugene Pallette e Claire Whitney. La sceneggiatura si basa su Fine Feathers, lavoro teatrale di Eugene Walter che era andato in scena a Broadway all'Astor Theatre il 7 gennaio 1903.

## Trama
Bob Reynolds, giovane ingegnere, trovandosi in grosse difficoltà finanziarie, viene persuaso da John Brand ad utilizzare un cemento di scarsa qualità per la costruzione di una diga. Brand spinge Reynolds a comperare azioni che perdono presto di valore: sempre più preso dai debiti, l'ingegnere si trova costretto a falsificare un assegno. La diga, intanto, cede sotto la pressione delle acque: disperato per la perdita di vite umane, Reynolds - ora sospettato dalle autorità - cerca di salvarsi usando anche l'intervento di sua moglie che intercede per lui presso Brand. Credendo però che la donna lo abbia tradito con Brand, finisce per ucciderlo per poi suicidarsi.

## Produzione
Il film fu prodotto dalla Metro Pictures Corporation.

## Distribuzione
Il copyright del film, richiesto dalla Metro Pictures, fu registrato il 20 giugno 1921 con il numero LP16696.
Distribuito dalla Metro Pictures Corporation, il film uscì nelle sale cinematografiche statunitensi il 20 giugno 1921.